# Förbandstecken
Förbandstecken är ett märke i form av siffra, bokstav, figur, heraldiskt vapen eller dylikt som bärs på en militär uniform för att ange tillhörighet till ett militärt förband. Märket kan bäras på axelklaffen, på överärmen, på bröstfickan eller dylikt.

## Bildgalleri

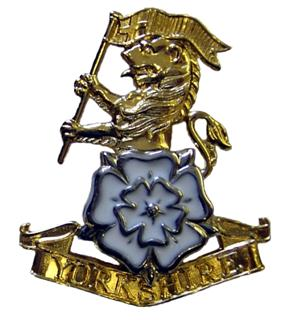
The Yorkshire Regiment, brittiska armén. Emaljerat mössmärke.
Panzerbataillon 33, Bundeswehr. Emaljerat metallmärke som bärs på högra bröstfickan på Dienstanzug (daglig dräkt).
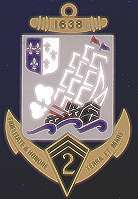
2e régiment d'infanterie de marine, franska armén. Emaljerat metallmärke som bärs på högra bröstfickan.
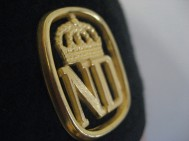
Norrlands dragonregemente, svenska armén. Metallmärke på baskermössa.
75th Ranger Regiment, US Army. Emaljerat metallmärke som bärs på axelklaffen på arbets- uniformer, på underofficerares och soldaters baskrar och på bröstet på den svarta NATO-pullovern.

Förband i den svenska arméns utlandsstyrka och enskild personal i utlandstjänst bär detta förbands- tecken på vänster ärm 30 mm under nationsmärket.
101st Airborne Division, US Army. Tygmärke för högre förband som bärs på vänstra överarmen.
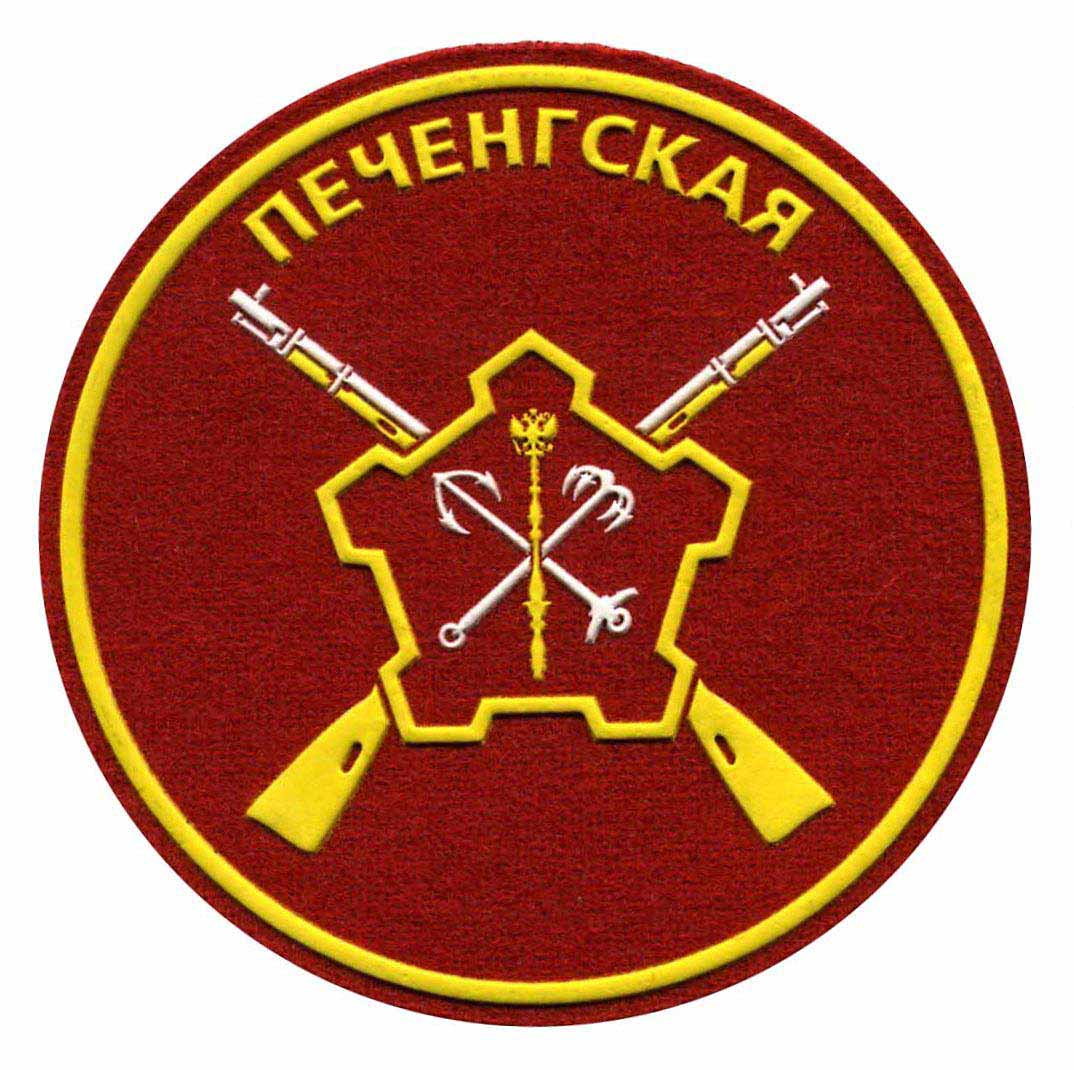
Tygmärke för 200. motorskyttebrigaden i Rysslands armé i Petsamo.
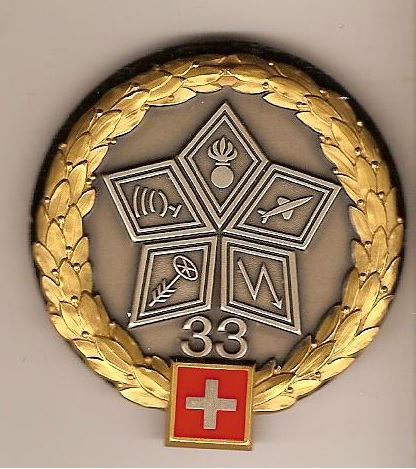
Baskermärke för Lehrverband Fliegerabwehr 33 i Schweiz försvarsmakt.